# 로라 휘트모어
로라 위트모어(Laura Whitmore, 1985년 5월 4일 ~ )는 아일랜드의 사회자, 배우이다.